# ラファエル・オルテガ (野球)
ラファエル・アンヘル・オルテガ・ガルシア（Rafael Ángel Ortega García, 1991年5月15日 - ）は、ベネズエラのアンソアテギ州エル・ティグレ出身のプロ野球選手（外野手）。右投左打。MLBのニューヨーク・メッツ傘下所属。

## 経歴

### プロ入りとロッキーズ時代
2008年にアマチュア・フリーエージェントでコロラド・ロッキーズと契約してプロ入り。2011年まで傘下のマイナーチームでプレーした。
2012年9月30日にメジャーデビューを果たした。

### カージナルス傘下時代
2013年11月27日にウェイバー公示を経てテキサス・レンジャーズへ移籍したが、12月30日にDFAとなり、2014年1月6日にウェイバー公示を経てセントルイス・カージナルスへ移籍した。移籍後は傘下のAA級スプリングフィールド・カージナルスへ送られた。9月8日にDFAとなり、10日にマイナー契約となってAAA級メンフィス・レッドバーズへ送られた。
2015年はAAA級メンフィスで131試合に出場して打率.286、2本塁打、42打点の成績を記録した。オフにFAとなった。

### エンゼルス時代

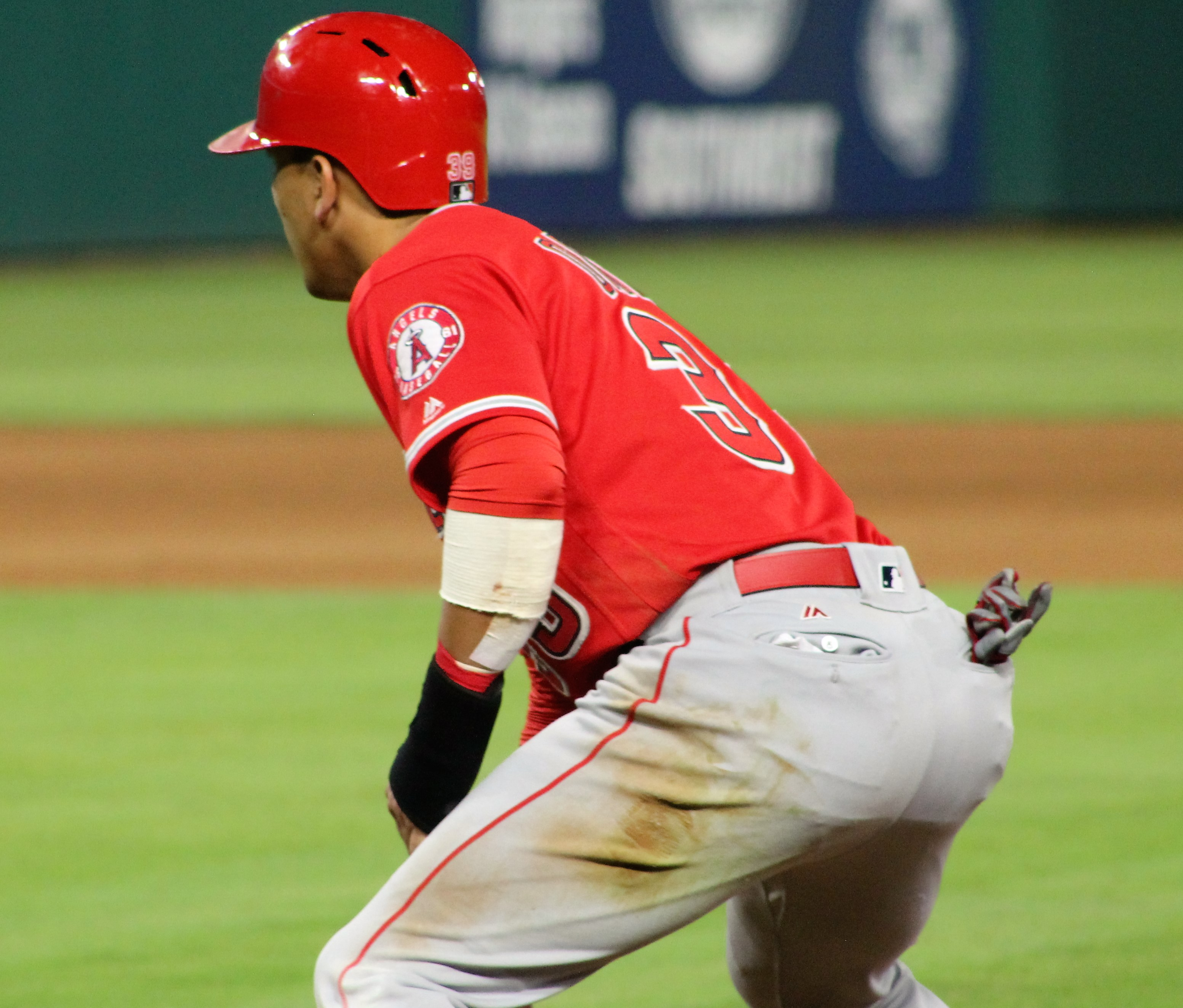
ロサンゼルス・エンゼルス時代
(2016年5月23日)

2015年12月1日にロサンゼルス・エンゼルスと単年のメジャー契約を結んだ。
2016年に4年ぶりにメジャーの試合に出場した。この年は66試合に出場して打率.232、1本塁打、16打点の成績を記録した。オフの11月16日にDFAとなり、18日に自由契約となった。

### パドレス傘下時代
2016年12月13日にサンディエゴ・パドレスとマイナー契約を結んだ。
2017年は傘下のAAA級エルパソ・チワワズで121試合に出場して打率.317、6本塁打、53打点の成績を記録した。オフの11月6日にFAとなった。

### マーリンズ時代
2017年12月15日にマイアミ・マーリンズとマイナー契約を結んだ。
2018年は傘下のAAA級ニューオーリンズ・ベビーケークスで開幕を迎え、8月10日にメジャー契約を結んでアクティブ・ロースター入りした。この年はメジャーで41試合に出場して打率.233、7打点の成績を記録した。オフの11月17日にFAとなった。

### ブレーブス時代
2018年11月19日にアトランタ・ブレーブスとマイナー契約を結び、スプリングトレーニングに招待選手として参加することになった。
2019年は傘下のAAA級グウィネット・ストライパーズで開幕を迎え、8月13日にメジャー契約を結んでアクティブ・ロースター入り。19日のロサンゼルス・ドジャース戦でダスティン・メイから満塁本塁打を放った。この年はメジャーで34試合に出場して打率.205、2本塁打、10打点の成績を記録した。オフの12月2日にノンテンダーFAとなったが、10日にマイナー契約で再契約した。
2020年は新型コロナウイルスの影響でマイナーリーグの試合が開催されなかったため、試合に出場することはなくオフの11月2日にFAとなった。

### カブス時代
2020年11月16日にシカゴ・カブスとマイナー契約を結んだ。
2021年5月26日にメジャー契約を結んでアクティブ・ロースター入りした。8月1日のワシントン・ナショナルズ戦で自身初となる1試合3本塁打を記録した。
2022年は自己最多となる118試合に出場したが、オフの11月19日にFAとなった。

### カブス退団後
2022年12月24日にニューヨーク・ヤンキースとマイナー契約を結んだが、開幕ロースターから外れ、2023年3月28日にFAとなった。3月30日にテキサス・レンジャーズとマイナー契約を結んだが、6月4日にリリースされた。

### メッツ時代
2023年6月16日にニューヨーク・メッツとマイナー契約を結んだ。8月1日にメジャー契約を結んでアクティブ・ロースター入りした。メッツでは47試合に出場し、打率.219、1本塁打、8打点、6盗塁を記録したが、シーズン終了後に40人名簿から外れ、10月24日にFAとなった。

### ホワイトソックス時代
2024年1月5日にシカゴ・ホワイトソックスとマイナー契約を結び4月26日にメジャー契約を結んでアクティブ・ロースター入りしたが、5月15日にチームがコーリー・ジュルクスを獲得したことに伴い、DFAとなり、2日後にウェイバーを経てAAA級シャーロットに降格した。それ以降、メジャーに再昇格することはなく、オフの10月10日にFAとなった。この年ホワイトソックスでは14試合の出場に終わり、打率.071、1安打、1打点、2盗塁を記録した。また、メジャーでは5シーズンぶりとなる本塁打なしに終わった。

### メッツ復帰
2024年オフの11月18日にメッツとマイナー契約を結び、1年ぶりに同チームに復帰することになった。併せて2025年のスプリングトレーニングに招待選手として参加することになった、と発表された。

## 詳細情報

### 年度別打撃成績
| 年 度    | 球 団    | 試 合 | 打 席 | 打 数 | 得 点 | 安 打 | 二 塁 打 | 三 塁 打 | 本 塁 打 | 塁 打 | 打 点 | 盗 塁 | 盗 塁 死 | 犠 打 | 犠 飛 | 四 球 | 敬 遠 | 死 球 | 三 振 | 併 殺 打 | 打 率 | 出 塁 率 | 長 打 率 | O P S |
| -------- | -------- | ----- | ----- | ----- | ----- | ----- | -------- | -------- | -------- | ----- | ----- | ----- | -------- | ----- | ----- | ----- | ----- | ----- | ----- | -------- | ----- | -------- | -------- | ----- |
| 2012     | COL      | 2     | 6     | 4     | 0     | 2     | 0        | 0        | 0        | 2     | 0     | 1     | 0        | 0     | 0     | 1     | 0     | 1     | 2     | 0        | .500  | .667     | .500     | 1.167 |
| 2016     | LAA      | 66    | 202   | 185   | 24    | 43    | 8        | 0        | 1        | 54    | 16    | 8     | 3        | 3     | 0     | 13    | 0     | 0     | 23    | 5        | .232  | .283     | .292     | .575  |
| 2018     | MIA      | 41    | 143   | 133   | 10    | 31    | 3        | 1        | 0        | 36    | 7     | 5     | 2        | 3     | 0     | 10    | 0     | 0     | 23    | 5        | .233  | .287     | .271     | .558  |
| 2019     | ATL      | 34    | 96    | 88    | 7     | 18    | 3        | 0        | 2        | 27    | 10    | 3     | 0        | 0     | 0     | 8     | 0     | 0     | 22    | 2        | .205  | .271     | .307     | .578  |
| 2021     | CHC      | 103   | 330   | 296   | 44    | 86    | 14       | 2        | 11       | 137   | 33    | 12    | 6        | 2     | 0     | 30    | 1     | 2     | 70    | 3        | .291  | .360     | .463     | .823  |
| 2022     | CHC      | 118   | 371   | 316   | 35    | 76    | 14       | 1        | 7        | 113   | 35    | 12    | 7        | 1     | 7     | 44    | 2     | 2     | 74    | 10       | .241  | .331     | .358     | .689  |
| 2023     | NYM      | 47    | 136   | 114   | 16    | 25    | 3        | 0        | 1        | 31    | 8     | 6     | 1        | 1     | 0     | 20    | 0     | 1     | 33    | 0        | .219  | .341     | .272     | .613  |
| 2024     | CWS      | 14    | 17    | 14    | 4     | 1     | 0        | 0        | 0        | 1     | 1     | 2     | 0        | 0     | 1     | 2     | 0     | 0     | 4     | 1        | .071  | .176     | .071     | .247  |
| MLB：8年 | MLB：8年 | 425   | 1301  | 1150  | 140   | 282   | 45       | 4        | 22       | 401   | 110   | 49    | 19       | 7     | 8     | 128   | 3     | 6     | 251   | 26       | .245  | .322     | .349     | .671  |

- 2024年度シーズン終了時

### MLBポストシーズン打撃成績
| 年 度     | 球 団     | シ リ ｜ ズ | 試 合 | 打 席 | 打 数 | 得 点 | 安 打 | 二 塁 打 | 三 塁 打 | 本 塁 打 | 塁 打 | 打 点 | 盗 塁 | 盗 塁 死 | 犠 打 | 犠 飛 | 四 球 | 敬 遠 | 死 球 | 三 振 | 併 殺 打 | 打 率 | 出 塁 率 | 長 打 率 |
| --------- | --------- | ----------- | ----- | ----- | ----- | ----- | ----- | -------- | -------- | -------- | ----- | ----- | ----- | -------- | ----- | ----- | ----- | ----- | ----- | ----- | -------- | ----- | -------- | -------- |
| 2019      | ATL       | NLDS        | 4     | 3     | 3     | 1     | 0     | 0        | 0        | 0        | 0     | 0     | 0     | 0        | 0     | 0     | 0     | 0     | 0     | 1     | 0        | .000  | .000     | .000     |
| 出場：1回 | 出場：1回 | 出場：1回   | 4     | 3     | 3     | 1     | 0     | 0        | 0        | 0        | 0     | 0     | 0     | 0        | 0     | 0     | 0     | 0     | 0     | 1     | 0        | .000  | .000     | .000     |

- 2024年度シーズン終了時

### 年度別守備成績
| 年 度 | 球 団 | 左翼（LF） | 左翼（LF） | 左翼（LF） | 左翼（LF） | 左翼（LF） | 左翼（LF） | 中堅（CF） | 中堅（CF） | 中堅（CF） | 中堅（CF） | 中堅（CF） | 中堅（CF） | 右翼（RF） | 右翼（RF） | 右翼（RF） | 右翼（RF） | 右翼（RF） | 右翼（RF） |
| 年 度 | 球 団 | 試 合      | 刺 殺      | 補 殺      | 失 策      | 併 殺      | 守 備 率   | 試 合      | 刺 殺      | 補 殺      | 失 策      | 併 殺      | 守 備 率   | 試 合      | 刺 殺      | 補 殺      | 失 策      | 併 殺      | 守 備 率   |
| ----- | ----- | ---------- | ---------- | ---------- | ---------- | ---------- | ---------- | ---------- | ---------- | ---------- | ---------- | ---------- | ---------- | ---------- | ---------- | ---------- | ---------- | ---------- | ---------- |
| 2012  | COL   | -          | -          | -          | -          | -          | -          | 1          | 3          | 0          | 0          | 0          | 1.000      | -          | -          | -          | -          | -          | -          |
| 2016  | LAA   | 46         | 77         | 6          | 3          | 1          | .965       | 10         | 12         | 0          | 0          | 0          | 1.000      | 9          | 14         | 1          | 0          | 0          | 1.000      |
| 2018  | MIA   | 15         | 25         | 2          | 1          | 1          | .964       | -          | -          | -          | -          | -          | -          | 23         | 45         | 1          | 2          | 0          | .958       |
| 2019  | ATL   | 20         | 27         | 0          | 0          | 0          | 1.000      | 3          | 7          | 0          | 0          | 0          | 1.000      | 6          | 3          | 0          | 0          | 0          | 1.000      |
| 2021  | CHC   | 13         | 11         | 0          | 0          | 0          | 1.000      | 73         | 127        | 0          | 1          | 0          | .992       | 13         | 16         | 0          | 1          | 0          | .941       |
| MLB   | MLB   | 94         | 140        | 8          | 4          | 2          | .974       | 87         | 149        | 0          | 1          | 0          | .993       | 51         | 78         | 2          | 3          | 0          | .964       |

- 2021年度シーズン終了時

### 背番号
- 47（2012年）
- 39（2016年）
- 52（2018年）
- 18（2019年）
- 66（2021年 - 2022年）
- 30（2023年）
- 27（2024年）